# Hymenophyllum paniense
Hymenophyllum paniense är en hinnbräkenväxtart som beskrevs av Ebihara och K. Iwats. Hymenophyllum paniense ingår i släktet Hymenophyllum och familjen Hymenophyllaceae. Inga underarter finns listade.